# Khatuna Narimanidze
Khatuna Narimanidze (en géorgien  ხათუნა ნარიმანიძე), née le 2 février 1974 à Tbilissi en Géorgie (à l'époque en URSS), est une archère géorgienne.

## Palmarès
- 2000, Jeux Olympiques d'été : 34e en individuelle et 12e par équipe.
- 2004, Jeux Olympiques d'été : 51e en individuelle.
- 2007, Championnat du monde : 5e en individuelle.
- 2008, Jeux Olympiques d'été: 9e en individuelle.
- 2009, Championnat du monde : 34e en individuelle et 5e par équipe.
- 2010, Championnat d’Europe en Salle : 10e en individuelle et 3e par équipe.
- 2011, Championnat d’Europe en Salle : 6e en individuelle et 1re par équipe.
- 2011, Championnat du monde : 8e en individuelle et 9e par équipe.
- 2012, Championnat d’Europe en Salle : 7e en individuelle et par équipe.
- 2012, Championnat d’Europe : 9e en individuelle et par équipe.
- 2013, Championnat du monde : 33e en individuelle et 9e par équipe.
- 2014, Championnat du monde en Salle : 9e en individuelle.
- 2015, Championnat d’Europe en Salle : 2e en individuelle et par équipe.
- 2015, Jeux européens : 2e par équipe mixte.
- 2015, Championnat du monde : 6e en individuelle, 5e par équipe femmes et 4e par équipe mixte.
- Championnats d'Europe de tir à l'arc en salle 2019 : 2epar équipe femmes